# هراران (قلعة أصغر)
هراران (بالفارسية: هراران) هي قرية تقع في إيران في ناحية لاله زار. يقدر عدد سكانها بـ 789 نسمة بحسب إحصاء 2016.